# Does This Bus Stop at 82nd Street?
Does This Bus Stop at 82nd Street? è una canzone del cantautore statunitense Bruce Springsteen, pubblicata nel 1973 sul suo album di debutto, Greetings from Asbury Park, N.J..

## Storia
La canzone è una di quelle registrate durante i provini del 3 maggio 1972 organizzati dal discografico John Hammond per il presidente della Columbia Records Clive Davis. Fu grazie a questa e alle altre canzoni di un gruppetto tra quelle composte nell'inverno precedente, eseguite in forma acustica, che il management della casa discografica si convinse di trovarsi di fronte al "nuovo Dylan" e decise di far firmare al giovane cantautore il suo primo contratto discografico.
Does This Bus Stop at 82nd Street? fu registrata e inclusa nel primo album nel novero di quelle eseguite in versione full band, cioè suonate con i musicisti scelti da Springsteen per le session in studio del giugno del 1972,  il tastierista David Sancious, il bassista Garry Tallent e il batterista Vini Lopez.
Il provino della canzone, eseguita durante l'audizione di Springsteen per la Columbia Records il 3 maggio 1972, fu pubblicata sulla raccolta di inediti Tracks nel 1998.
La canzone è stata suonata spesso in concerto nei primi anni, fino a quando il repertorio del cantautore si allargò e dal 1975 fu esclusa dalle scalette per far spazio ai nuovi pezzi provenienti da Born to Run. Per quasi vent'anni non fu eseguita dal vivo per ricomparire saltuariamente nella tournée del 1992 e stabilmente, in forma acustica, nel successivo Solo Acoustic Tour. Dagli anni duemila Does This Bus Stop at 82nd Street? fu eseguita in modo irregolare scelta tra i tanti pezzi che Springsteen pescava a rotazione nel suo enorme repertorio.

## La canzone
Nel periodo precedente alla firma del contratto con la Columbia, Springsteen era solito esibirsi in solitaria nei locali del Greenwich Village. Per raggiungere i locali e più tardi gli uffici della Columbia Records, non possedendo un'automobile, utilizzava l'autobus che lo portava dalla sua casa in New Jersey verso New York. Questi viaggi furono l'ispirazione per Does This Bus Stop at 82nd Street?, la prima canzone che Spingsteen dedicò alla grande città, vista con gli occhi di un ragazzo di provincia che si affaccia sul mondo adulto attraverso quello che scorge dai finestrini dell'autobus e coloro che incontra tra una fermata e l'altra. Un campionario di umanità varia popolato da personaggi che, come di consueto nella poetica di Springsteen, vengono identificati con nomignoli fantasiosi e allusivi: Mary Lou, Rex, fino alla señorita di Harlem in cerca del suo matador. Ma anche l'attrice Broadway Mary, identificabile secondo alcuni con Mary Martin, protagonista tra gli altri del musical The Sound of Music e Hello, Dolly! negli anni sessanta, e Joan Fontaine, diva degli anni quaranta e cinquanta, che il protagonista della canzone vede apparire sui manifesti pubblicitari. Il topos della fuga dalla limitata realtà quotidiana della provincia americana verso nuove possibilità incarnate dalla metropoli è utilizzato per la prima volta da Springsteen e sarà centrale in gran parte della sua produzione successiva. L'anno dopo Springsteen dedicherà a New York una canzone più matura e consapevole, New York City Serenade, inclusa nel suo secondo disco.
Anche se piena di personaggi e situazioni surreli e oscure, anche in questa canzone Springsteen lascia intendere che ci possa essere una speranza per il futuro. Nel testo è incarnata dal personaggio di Mary Lou che, interrogata sul possesso di droga, risponde: «Amico, la nostra droga
è che possiamo ancora sperare.»

## Discografia
- 1973 – Bruce Springsteen, Greetings from Asbury Park, N.J., LP, Columbia Records KC 31903
- 1998 – Bruce Springsteen, Tracks, CD (quadruplo), Columbia Records COL 492605 2, demo acustico registrato a beneficio della casa discografia